# رودخانه رومن
رودخانه رومن (به انگلیسی: Romen River) رودخانه‌ای به‌طول ۱۱۱ کیلومتر است که در اوکراین جریان دارد.